# Microphthalmus hamosus
Microphthalmus hamosus är en ringmaskart som beskrevs av Westheide 1982. Microphthalmus hamosus ingår i släktet Microphthalmus och familjen Hesionidae. Inga underarter finns listade i Catalogue of Life.